# Lycenchelys hureaui
Lycenchelys hureaui är en fiskart som först beskrevs av Andriashev, 1979.  Lycenchelys hureaui ingår i släktet Lycenchelys och familjen tånglakefiskar. Inga underarter finns listade i Catalogue of Life.